# バーノン・フォレスト
バーノン・フォレスト（Vernon Forrest、1971年1月12日 - 2009年7月25日）は、アメリカ合衆国の男子プロボクサー。ジョージア州オーガスタ出身。元IBF・WBC世界ウェルター級王者。元WBC世界スーパーウェルター級王者。世界2階級制覇王者。アマチュアボクシング出身であり、1992年のバルセロナオリンピックにライトウェルター級（スーパーライト級）アメリカ代表として出場経験もある。「The Viper（毒ヘビ）」の異名を持つ。

## 来歴

### アマチュア時代
1971年にジョージア州で生まれ、幼少の頃からボクシングを始め1991年には世界アマチュア選手権ライトウェルター級で銀メダルを獲得し、国内のアマチュアタイトルも獲得した。翌1992年にはライトウェルター級アメリカ代表としてバルセロナオリンピックに出場する。
アマチュア時代の戦績は225勝16敗という記録を残している。

### プロ時代
オリンピック出場後、プロ転向を決意し1992年11月25日にラスベガスでプロデビューする。プロとしても連勝を重ね、1995年11月28日には全勝のままマイナータイトルながらIBC世界スーパーライト級王座を獲得した。
その後階級をウェルター級に上げ、1997年11月7日にはWBCアメリカ大陸ウェルター級王座を獲得、さらに1998年8月18日にはNABF北米ウェルター級王座を獲得した。同王座を4度防衛した後、2001年5月12日には空位のIBF世界ウェルター王座を獲得しメジャー世界王座を獲得した。
この頃には人気も急騰していたフォレストはIBF世界ウェルター王座を返上して2002年1月26日にWBC世界ウェルター級王者のシェーン・モズリー（ アメリカ合衆国）とのビッグマッチに臨んだ。この試合に12回3-0判定で勝利しWBC世界ウェルター王座を獲得した。シェーン・モズリーとは約半年後の7月20日にダイレクトリマッチで対戦したが、この試合にも12回判定で勝利して初防衛に成功した。
シェーン・モズリーを下したことで一躍評価を上げ、2003年1月25日にWBA世界ウェルター王者のリカルド・マヨルガ（ ニカラグア）とWBA・WBC世界ウェルター王座統一戦を行うが、3回TKOで敗れ王座から陥落した。この敗戦は自身のキャリアでも初黒星であった。マヨルガとは7月12日にダイレクトリマッチで対戦したが、またしても12回判定で敗れた。
この敗戦の後、約2年間のブランクを作ったが、2005年7月16日に階級をスーパーウェルター級に上げてカムバックする。3戦のノンタイトル戦を勝利したフォレストは2007年7月28日に空位のWBC世界スーパーウェルター級王座をカルロス・バルドミール（ アルゼンチン）と争い、これに勝利して2階級制覇を達成した。
2007年12月1日、ミケーレ・ピッチリーロ（ イタリア）と対戦し、11回TKO勝ちでWBC世界スーパーウェルター級王座の初防衛を果たした。
2008年6月7日、2度目の防衛戦でセルヒオ・モラ（ アメリカ合衆国）と対戦し、0-2の判定負けで王座から陥落した。
2008年9月13日、セルヒオ・モラとダイレクトリマッチで対戦し、3-0の判定勝ちで王座に返り咲いた。その後、肋骨負傷により戦線を離脱し、同王座は防衛することなく2009年5月21日に剥奪された。
2009年7月25日夜23時頃、アメリカ合衆国ジョージア州アトランタのガソリンスタンドにて強盗に襲われ、フォレストは所持していた拳銃で応戦し銃撃戦になるが射殺された。

## 獲得タイトル
- IBC世界スーパーライト級王座
- WBCアメリカ大陸ウェルター級王座
- NABF北米ウェルター級王座
- IBF世界ウェルター級王座
- WBC世界ウェルター級王座
- WBC世界スーパーウェルター級王座